# بيبيتو راموس
بيبيتو راموس (بالإسبانية: José Antonio Ramos Huete) هو مدرب كرة قدم ولاعب كرة قدم إسباني في مركز الدفاع، ولد في 3 أبريل 1951 في تطوان في المغرب. شارك مع منتخب إسبانيا لكرة القدم ومنتخب كاتالونيا لكرة القدم. أما مع النوادي، فقد لعب مع إسبانيول ونادي برشلونة ونادي قرطاجنة ونادي ماتارو.

## وصلات خارجية
- بيبيتو راموس على موقع ناشيونال فوتبول تيمز (الإنجليزية)